# Silesis
Silesis is een geslacht van kevers uit de familie  
kniptorren (Elateridae).
Het geslacht is voor het eerst wetenschappelijk beschreven in 1863 door Candèze.

## Soorten
Het geslacht omvat de volgende soorten:
- Silesis absimilis Candèze, 1863
- Silesis accentus Candèze, 1897
- Silesis andrewesi Platia & Schimmel, 2000
- Silesis anthrax Candèze, 1894
- Silesis assamensis Platia & Schimmel, 1991
- Silesis atramentarius Platia & Schimmel, 1991
- Silesis atripennis Candèze, 1893
- Silesis auberti Platia, 2006
- Silesis beckeri Platia & Schimmel, 1993
- Silesis becvari Platia & Schimmel, 2000
- Silesis besucheti Platia & Schimmel, 1993
- Silesis bhaktai Platia & Schimmel, 1991
- Silesis bhutanensis Platia & Schimmel, 1996
- Silesis birmanicus Platia & Schimmel, 1991
- Silesis bolognai Platia & Schimmel, 1991
- Silesis brancuccii Platia & Schimmel, 1991
- Silesis brevicarinatus Garg, Saini & Vasu, 1998
- Silesis brevis Platia & Schimmel, 1991
- Silesis brignolii Platia & Schimmel, 1991
- Silesis businskyorum Platia, 2006
- Silesis butleri Platia & Schimmel, 2000
- Silesis cambodiensis Fleutiaux, 1918
- Silesis campbelli Platia & Schimmel, 2000
- Silesis canaliculatus Platia & Schimmel, 1991
- Silesis candezei Platia & Schimmel, 1991
- Silesis cariei (Fleutiaux, 1920)
- Silesis carinoscutellis Garg & Vasu, 1997
- Silesis castaneus Fleutiaux, 1934
- Silesis catei Platia & Schimmel, 1991
- Silesis cechovskyi Platia, 2006
- Silesis coactus Garg & Vasu, 1997
- Silesis convexicollis Platia & Schimmel, 1991
- Silesis convexus Platia & Schimmel, 1991
- Silesis crassiusculus Platia & Schimmel, 2000
- Silesis cylindriformis Ôhira & Becker, 1971
- Silesis dalihodi Platia, 2006
- Silesis davidi Platia & Schimmel, 1991
- Silesis dembickyi Platia & Schimmel, 2000
- Silesis dilatatus Platia & Schimmel, 1993
- Silesis dohertyi Platia, 2006
- Silesis ecarinatus Garg, Saini & Vasu, 1998
- Silesis equalis Garg & Vasu, 1997
- Silesis erberi Platia, 2006
- Silesis excavatus Platia & Schimmel, 1991
- Silesis exiguus Platia & Schimmel, 1991
- Silesis fencli Platia, 2006
- Silesis fleutiauxi Platia & Schimmel, 1991
- Silesis florentini Fleutiaux
- Silesis fluens Platia & Schimmel, 1991
- Silesis fluentoides Platia, 2006
- Silesis formicans Candèze, 1897
- Silesis frontalis Fleutiaux, 1940
- Silesis fruhstorferi Platia & Schimmel, 1991
- Silesis fulvus Fleutiaux, 1918
- Silesis girardi Platia & Schimmel, 1991
- Silesis granarius Candèze, 1895
- Silesis grisescens Candèze, 1895
- Silesis hainanensis Platia, 2006
- Silesis hanoiensis Ôhira, 1973
- Silesis hatayamai Kishii, 1975
- Silesis hilaris Candèze, 1856
- Silesis holzschuhi Platia & Schimmel, 1991
- Silesis humilis Platia & Schimmel, 1991
- Silesis improvisus Gurjeva, 1976
- Silesis incognitus Platia & Schimmel, 1991
- Silesis inconspicuus Platia & Schimmel, 1996
- Silesis indosinensis Fleutiaux, 1940
- Silesis insularis Platia & Schimmel, 1991
- Silesis iriomotensis Ôhira, 1968
- Silesis jagemanni Cate, 2007
- Silesis jendeki Platia & Schimmel, 1996
- Silesis kalabi Platia, 2006
- Silesis kalawensis Platia, 2006
- Silesis kaukensis Platia, 2006
- Silesis keralensis Platia & Schimmel, 2000
- Silesis krali Platia & Schimmel, 1996
- Silesis kubani Platia & Schimmel, 1993
- Silesis lacustris Platia, 2006
- Silesis lebischi Platia & Schimmel, 1991
- Silesis loebli Platia & Schimmel, 1993
- Silesis longicarinatus Garg, Saini & Vasu, 1998
- Silesis longipennis Schwarz, 1902
- Silesis lorenzi Platia & Schimmel, 2000
- Silesis maindroni Platia & Schimmel, 1991
- Silesis martensi Platia & Schimmel, 1991
- Silesis meghalayaensis Garg & Vasu, 1997
- Silesis melanocephalus Fleutiaux, 1918
- Silesis migliaccioi Platia & Schimmel, 1991
- Silesis mikkolai Platia, 2006
- Silesis minutus Platia & Schimmel, 2000
- Silesis musculus Candèze, 1873
- Silesis mutabilis Bates, 1866
- Silesis nepalensis Ôhira & Becker, 1971
- Silesis nigriceps Candèze, 1892
- Silesis nigrinoides Platia & Schimmel, 2000
- Silesis numerosus Platia & Schimmel, 1991
- Silesis okinawensis Miwa, 1928
- Silesis pacholatkoi Platia & Schimmel, 2000
- Silesis parvulus Platia & Schimmel, 1991
- Silesis pasangi Platia & Schimmel, 1991
- Silesis pekinensis Platia & Schimmel, 1991
- Silesis ponmudiensis Platia, 2006
- Silesis probsti Platia & Schimmel, 1991
- Silesis procax Candèze, 1893
- Silesis pseudolateralis Platia & Schimmel, 1991
- Silesis punctatus Platia & Schimmel, 1991
- Silesis pusillus Platia & Schimmel, 1993
- Silesis quadrimaculatus Platia & Schimmel, 1991
- Silesis raii Platia & Schimmel, 1991
- Silesis rufipes Candèze, 1897
- Silesis rugosus Platia & Schimmel, 1991
- Silesis sabatinelli Platia & Schimmel, 1991
- Silesis sanguinicollis Candèze, 1863
- Silesis saueri Platia & Schimmel, 2000
- Silesis sauteri Miwa, 1930
- Silesis scabripennis Lewis, 1894
- Silesis schawalleri Platia & Schimmel, 1991
- Silesis schillhammeri Platia, 2006
- Silesis schuhi Platia & Schimmel, 1993
- Silesis schwarzi Platia & Schimmel, 1991
- Silesis sericeus Candèze, 1878
- Silesis sherpana Ôhira & Becker, 1971
- Silesis shirozui Kishii, 1959
- Silesis simulatus Candèze, 1863
- Silesis singularis Platia & Schimmel, 1991
- Silesis smetanai Platia & Schimmel, 1993
- Silesis spiniformis Platia & Schimmel, 1991
- Silesis subcarinatus Platia & Schimmel, 1996
- Silesis subrugosus Platia & Schimmel, 1993
- Silesis suturalis (Candèze, 1892)
- Silesis tamilensis Platia & Schimmel, 2000
- Silesis tonkinensis Fleutiaux, 1940
- Silesis turaensis Platia, 2006
- Silesis umbilicatus Platia & Schimmel, 1991
- Silesis valentai Platia, 2006
- Silesis vatsi Garg, Saini & Vasu, 1998
- Silesis ventralis Platia & Schimmel, 1991
- Silesis vicinus Fleutiaux, 1940
- Silesis vignai Platia & Schimmel, 1991
- Silesis vitalisi Fleutiaux, 1918
- Silesis weissi Fleutiaux, 1940
- Silesis werneri Platia & Schimmel, 1996
- Silesis wewalkai Platia & Schimmel, 1991
- Silesis wikbergi Platia, 2006
- Silesis wittmeri Platia & Schimmel, 1991
- Silesis yaku Kishii, 1976
- Silesis yunnanensis Platia & Schimmel, 1996